# Toktokkus schultzei
Toktokkus schultzei (лат.) — вид жуков-чернотелок рода Toktokkus из подтрибы Molurina трибы Sepidiini (Pimeliinae, Tenebrionidae). Афротропика: Намибия.

## Этимология
Видовое название дано в честь немецкого зоолога и антрополога Леонарда Зигмунда Шульце (Dr Leonard Sigmund Schultze; 1872—1955) за предоставление типовых экземпляров жуков, собранных им во время экспедиции в Африку.

## Описание
Жуки-чернотелки крупных размеров (длина тела около 3 см, ширина около 2 см). Бугорки надкрылий редкие (расположены в 2—3 диаметрах друг от друга), латерально заканчиваются перед плечями; надкрылья удлиненные до круглых. Бугорки на боках надкрылий круглые/шаровидные, вертикально прямые. Диск переднеспинки только с микропунктурой; надкрылья не покрыты волосками. На склоне и боках надкрылий имеют бугорки (без соответствующих волосков) (отсутствуют на диске). Развит расширенный и более широкий у основания эпиплеврит, окружающий пятый вентрит.

## Таксономия
Вид был впервые описан южноафриканским натуралистом Louis Albert Péringuey (1855—1924) под названием Psammodes schultzei Péringuey, 1899. Валидный статус подтверждён в ходе ревизии, проведённой в 2020 году, когда этот таксон был включён в состав рода Toktokkus из подтрибы Molurina трибы Sepidiini (Pimeliinae, Tenebrionidae).

## Распространение
Встречается в юго-западной части Афротропики: Намибия, пустыня Намиб (между горами Kuikop и Tsirub, восточнее Angra Pequena).